# S/2003 J 3
S/2003 J 3 je Jupitrov naravni satelit.  
Luno je leta 2003 odkrila skupina astronomov, ki jo je vodil Scott S. Sheppard z Univerze Havajev .
Luna S/2003 J 3 obkroža Jupiter v povprečni razdalji 19,622.000 km. Obkroži ga v  561,518  dneh po krožnici, ki ima naklon 147,88 ° (glede na ekliptiko). Spada v Anankino skupino, ki ima ime po luni Ananke. To je skupina nepravilnih satelitov Jupitra z  vzvratnim (retrogradnim) gibanjem.
S/2003 J 3 ima premer samo 2 km. Njena gostota je ocenjena na 2,6 g/cm3, kar kaže, da je sestavljena iz kamnin. Površina je precej temna, saj ima albedo  0,04.
Njen navidezni sij je 23,4m.